# Marija Fekete-Sullivan
Marija Fekete-Sullivan (rođena 1965. godine u Sarajevu) je bosanskohercegovačka književnica.

## Životopis[1]
Pohađala je Fakultet političkih nauka u Sarajevu, te na njemu diplomirala novinarstvo. Sa suprugom Kevinom jedan dio života, zbog posla, provodi u Singapuru, pa u Španjolskoj, gdje se posvetila pisanju proze. Do sada je napisala pedeset priča za djecu, a priredila je još dvadeset za knjigu Zlatne bosanske bajke.
Pored književnog rada, bavi se i prevođenjem s engleskog jezika. Jedna je od pionirki digitalnog izdavaštva u jugoistočnoj Europi. Osnivačica je projekta Style Writes Now, pokrenut 2010. godine, u kojem je objavila mnoštvo kratkih priča koje su, prevedene na engleski jezik, dostupne širom svijeta. U sklopu ovog projekta obuhvaćeni su gotovo svi poznati bosanskohercegovački književnici koji pišu za djecu, kao i brojni vrsni pisci kratkih priča.
Njena prva zbirka priča za djecu Sirenin san prvo je objavljena u Singapuru 1995., a na bošnjački jezik prevedena 2003. godine. Priču [neaktivna poveznica] je učinila dostupnom za djecu koja žele učiti strani jezik. Također, objavljuje slikovnice, igrokaze, bajke i kratke priče. Igrokaz Zaljubljeni vuk napisan je za djecu s posebnim potrebama, a posvećen bajkama braće Grimm. Igrokaz je dostupan za preuzimanje, a simbolično objavljen na Svjetski dan svjesnosti o autizmu. Nudi edukativne zvučne i vizualne poticaje i namijenjena je djeci mlađeg uzrasta, a posebno onima s poteškoćama u razvoju.
Višestruko nagrađivana književnica predložena je za Nagradu Astrid Lindgren 2021. godine. Članica je Društva pisaca BiH, živi i radi u Sarajevu.